# Epinona
Epinona is een boek uit 2009, geschreven door Marc de Bel. Hij heeft zich voor dit verhaal laten inspireren door waargebeurde historische feiten.

## Verhaal
Het verhaal gaat over een meisje (genaamd Epinona). Ze woont in het dorp van een van de Eburonenstammen. Het verhaal begint pas echt als haar dorp plots overvallen wordt door een van Caesars legertroepen. Sindsdien zijn ze constant op de vlucht. Epinona en haar moeder worden gevangen genomen en als slaven naar de zo bekende Rotsburcht afgevoerd. Daar leert ze Boyan kennen, waar ze later nog veel mee zal beleven…

## Bekroning
Dit boek werd bekroond door de kinder- en jeugdjury: ‘Met Epinona schreef Marc de Bel een hartveroverend epos, gebaseerd op waar gebeurde historische feiten, zoals ook beschreven in Commentarii de bello Gallico van Julius Caesar.’

## Personages
- Epinona: slim en koppig meisje dat de moed niet snel opgeeft.
- Boyan: jongen die Epinona leert kennen en waarmee ze later trouwt.
- Brent: broer van Epinona.
- Mams: moeder van Epinona en Brent.
- Caesar: leider van de Romeinen. Hij probeert heel Gallië te veroveren.
- Ambiorix: koning die mee helpt de Romeinen te verslaan. Hij is de vader van Epinona zonder dat ze het weet.
- Epon: een paard waarmee Epinona een heel hechte band heeft.
- Timon: haar eerste vriendje.